# Alberto Morais
Alberto José Morais (Barreiro, Barreiro, 10 de Agosto de 1921 - 15 de Abril de 2008) foi um futebolista português. Alberto Morais foi capitão da equipa de juniores do Futebol Clube Barreirense. 

## Início
Avançado. Jogou no clube popular, Unidos do Barreiro e em 1938-39 federou-se alinhando nos juniores do Barreirense. No ano seguinte passou para os seniores, transferindo-se em 1940-41 para o vizinho Luso onde permaneceu até à época de 1943-44. Em 1944 teve propostas do Sport Lisboa e Benfica e Sporting Clube de Portugal mas decidiu ingressar no também primodivisionário Sport Lisboa e Elvas aonde se manteve em 1945-46 e época seguinte. Passou para a CUF em 47-48 e terminando a carreira no Torres Novas em 1952.

## Primeira Divisão
Fez parte da equipa do Sport Lisboa e Elvas entre 1945 e 1947, que tinha como principal referência o jogador Patalino.

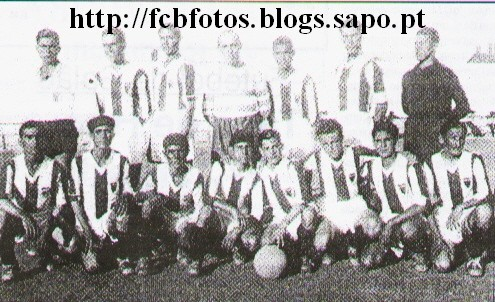
Barreirense 1938-1939 2º esquerda fila baixo

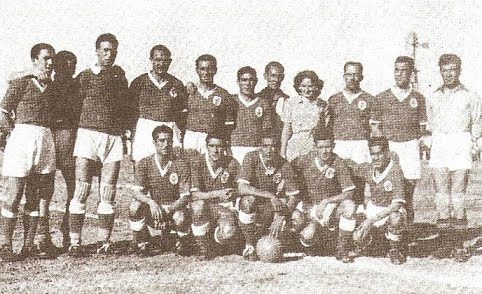
Sport Lisboa e Elvas 1945-1946 1º esquerda fila baixo

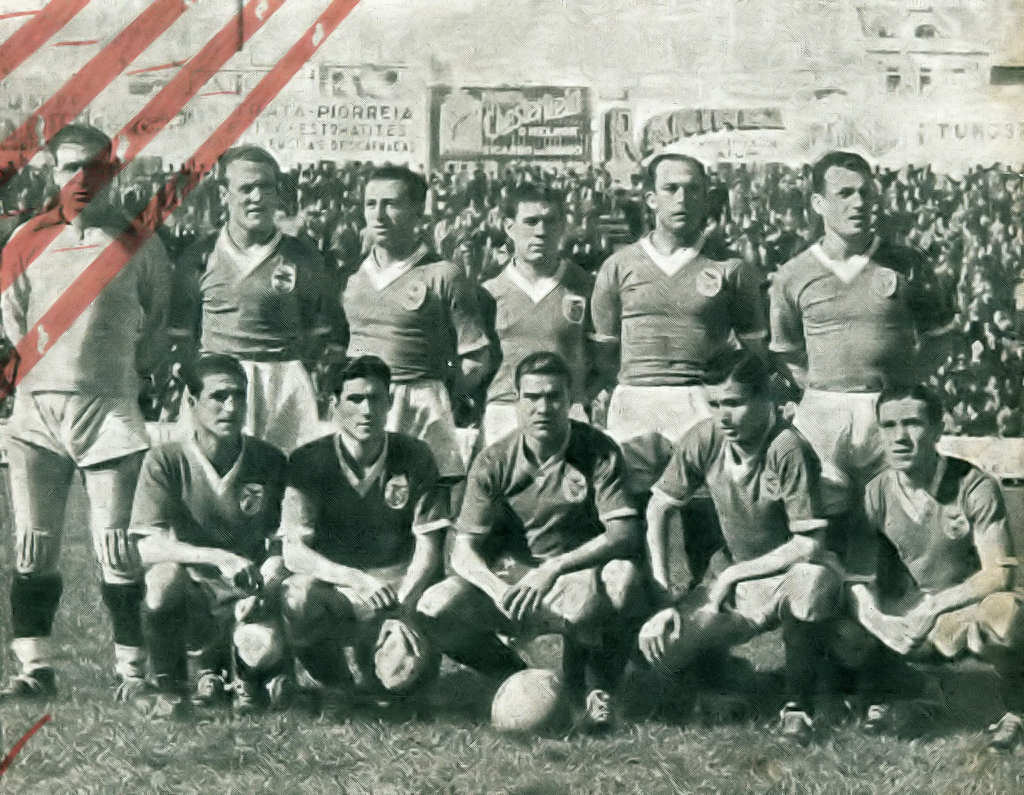
Sport Lisboa e Elvas 1946-1947 1º esquerda fila baixo